# 音の星座
『音の星座』（おとのせいざ、英: Constellation of sounds Piano Fantasies）は、湯山昭が作曲したピアノ曲集である。

## 概要
全音楽譜出版社の若い編集部員からの「新しい曲集を書きませんか？」との以来で2008年9月から作曲を始め、翌年2009年3月で完成させた。『お菓子の世界』の姉妹版として2009年10月に本曲集が刊行された。難易度は基本的には『お菓子の世界』と同じレベルであり、また、『お菓子の世界』と同じように子供から大人まで幅広く親しまれるように作曲された楽曲である。

## 構成
全28曲からなる。★は連弾曲。

### 第1部
第1曲 音の星座 Constellation of sounds
- イ長調、左手のゆったりしたアルベルティバスに乗ってのびのびと弾く。
  - 冒頭では、以下の歌詞が付いている。

見上げる遠い空　瞬くよ星たち　遥かな宇宙へ　音の星座が歌いだす
第2曲 ファンタジック・プロローグ Fantastic Prologue
- ハ長調、軽快なリズムに乗って演奏する。

第3曲 レモンスカッシュに浮かぶ月 Moon Floating on Lemon Sqnash
- ニ長調

第4曲 コスモスのワルツ Waltz of the Cosmos
- 変ホ長調

第5曲 蜂蜜は甘いレガート Honey is Sweet Legato
- ハ長調

第6曲 クリスタルなセレナーデ Crystal Serenade
- 変ロ長調

第7曲 ★月夜に歌うララバイ Lullaby to Sing on Moonlit Night
- イ長調

### 第2部
第8曲 星からの贈りもの Gift from Stars
- ハ長調

第9曲 ゆりかごのスイング Swing of a Cradle
- 変ロ長調

第10曲 星降る花畑のなかで In a Flower Garden under Star-Studded Sky
- ヘ長調

第11曲 星めぐりの宇宙船 Spaceship on Star-to-Star Trip
- ハ長調

第12曲 葡萄の秋 Autumn of Grapes
- ホ短調

第13曲 波と遊ぶそよ風 Breezes Playing with Waves
- ト長調

第14曲 ★子猫のジャズワルツ Kittens' Jazz Waltz
- 変ホ長調

### 第3部
第15曲 愉快なピエロ Jolly Clown
- ト長調（但し、左手が嬰ヘ長調）

第16曲 森の子守歌 Lullaby of the Woods
- 変ニ長調

第17曲 天の川のバラード Ballad of the Milky Way　
- 変ホ長調

第18曲 月明かりのラグタイム Ragtime under Moolight
- ヘ長調

第19曲 鬼の祭り Demons' Festival
- イ短調

第20曲 疾走するモーツァルト Dashing Mozart
- ト短調

第21曲 ★妖精のボサノバ Fairies Bossa Nova
- ハ長調

### 第4部
第22曲 虹をわたる音楽隊 Music Band Marching on the Rainbow
- ハ長調

第23曲 地球の鼓動 Pulsation of the Earth
- ハ長調

第24曲 クロワッサンの月 Drean of Croissant
- 変イ長調

第25曲 星の噴水 Fountain of Stars
- イ長調

第26曲 銀河に寄せるノクターン Nocturne to the Galaxy
- ニ長調

第27曲 夜空の舞踏会 Ball under the Night Sky
- ト長調

第28曲 きらめく星たちのロンド Rondo of Twinkling Stars
- ニ長調

## 楽譜
- 『ピアノ曲集 音の星座 湯山昭作曲』全音楽譜出版社2009ISBN 978-4111784660